# بایراک (شهرستان بلبیفسکی، باشقیرستان)
بایراک (به لاتین: Bayrak) یک منطقهٔ مسکونی در روسیه است که در باشقیرستان واقع شده‌است.